# Command & Conquer: Generals – Zero Hour
Command and Conquer: Generals - Zero Hour là bản mở rộng của Command & Conquer: Generals. Zero Hour thêm một số khả năng mới cho mỗi bên, và một chế độ chơi mới được gọi là Generals' Challenge.

## Chiến dịch
Zero Hour cũng có 3 chiến dịch mới với 5 nhiệm vụ cho mỗi phe, với thứ tự thời gian là Hoa Kỳ trước tiên, GLA thứ hai, và Trung Quốc là cuối cùng. Không giống như phần chơi chiến dịch trước đó của Generals, do nhận được sự đóng góp của người hâm mộ dòng Command and Conquer về việc không có đoạn video cắt cảnh trong phiên bản gốc, chiến dịch của Zero Hour đã trở lại với truyền thống của dòng game, mỗi nhiệm vụ đều được hiển thị cảnh phóng viên tin tức của các phe thông báo chi tiết về tình hình của nhiệm vụ hiện tại. Những cốt truyện đằng sau các nhiệm vụ trong phần chơi chiến dịch của Zero Hour dược bắt đầu tại phần cuối của các chiến dịch trước đó.

### Hoa Kỳ
Vào đầu chiến dịch Hoa Kỳ, Global Liberation Army (GLA) sử dụng trạm phóng tên lửa Soyuz ở sân bay vũ trụ Baikonur, Kazakhstan để bắn một tên lửa mang một loại vũ khí sinh học vào một căn cứ quân sự Hoa Kỳ nằm ở Bắc Âu. Quân đội Hoa Kỳ trả đũa một cách nhanh chóng bằng việc phá hủy bệ phóng, trước khi GLA có thể bắn một quả tên lửa khác. Sau đó khi giúp đỡ Liên Hợp Quốc viện trợ cho Mogadishu với sự hỗ trợ của lực lượng đặc nhiệm từ tàu sân bay, người Mỹ phát hiện ra một tài liệu nói về một phòng thí nghiệm sinh học bí mật của GLA ở Nga. Black Lotus của Trung Quốc và Đại tá Burton của Hoa Kỳ do đó đến khu vực này và tiêu diệt được phòng thí nghiệm. Khi chiến dịch tiếp tục, Hoa Kỳ biết rằng một tướng GLA có mật danh là "Tiến sĩ Thrax" đang phát triển một loại chất gây tử vong mạnh hơn bệnh than được gọi là "Anthrax Gamma". Hoa Kỳ do đó đã cắt đứt nguồn vốn của Thrax được đến từ mỏ dầu ở Iran và khi Hoa Kỳ xác định được căn cứ của Thrax, họ phát hiện ra rằng ông ta đang có kế hoạch phóng một số tên lửa mang chất độc này vào các thành phố ở Mỹ. Một cuộc tấn công nhanh chóng của quân đội Hoa Kỳ, với sự giúp đỡ của lực lượng GLA nổi dậy đã thành công trong việc ngăn ngừa việc phóng, và mang đến sự kết thúc cho "Tiến sĩ Thrax".

### GLA
Trong chiến dịch GLA, mặc dù thất vọng bởi cái chết của Tiến sĩ Thrax nhưng GLA nhận được sự hỗ trợ về tinh thần với việc bổ nhiệm thành công nhà lãnh đạo mới của họ, Tướng Mohmar "Deathstrike". Những nỗ lực đầu tiên của GLA trong việc thống nhất lực lượng theo lệnh của Deathstrike là thành công trong việc loại trừ lực lượng đào ngũ của Prince Kassad ở Ai Cập cũng như ăn cắp vũ khí cao cấp của Kassad, và sau đó bắt đầu một nhiệm vụ buộc người Mỹ rút khỏi châu Âu. Mặc dù thiếu thốn về công nghệ, GLA đã thành công trong việc gây ra những tổn hại to lớn cho người Mỹ, bằng cách chiếm siêu vũ khí "Particle Uplink Cannon" của Hoa Kỳ ở Hy Lạp và sử dụng nó để tiêu diệt tàu sân bay USS Ronald Reagan (cắt con tàu ra làm đôi) và xâm nhập bờ Tây nước Mỹ để ăn cắp chất độc từ một nhà máy hóa chất. Điều này đạt đến đỉnh cao khi GLA chiếm trung tâm chỉ huy của Mỹ tại châu Âu ở Stuttgart-Vaihingen, bằng việc sử dụng vũ khí Trung Quốc chiếm được. Mục tiêu chính của GLA đã hoàn thành, họ bây giờ bắt đầu thâm nhập vào châu Âu và tạo một nhà nước mới.

### Trung Quốc
Trong chiến dịch Trung Quốc, Quân đội Giải phóng Nhân dân Trung Quốc gửi quân đội của họ vào châu Âu để thay thế Hoa Kỳ và trả đũa việc GLA sử dụng công nghệ của Trung Quốc trong việc chiếm các căn cứ quân sự của Đức. Để ngăn chặn GLA sử dụng các vũ khí tiên tiến của Hoa Kỳ, Trung Quốc phóng một tên lửa hạt nhân vào Stuttgart-Vaihingen, phá hủy nó, và sau đó gửi quân của họ vào Đức, nơi những kẻ xâm lược GLA đang tập trung. GLA trả đũa bằng cách tấn công một nhà máy điện hạt nhân nhưng lực lượng Trung Quốc giữ vị trí của mình cho đến khi quân tiếp viện đến và khởi động một cuộc phản công tiêu diệt GLA. Sau đó Trung Quốc giải phóng một thị trấn bị áp bức bởi GLA, khiến dư luận quốc tế ủng hộ Trung Quốc tăng vọt và khiến GLA buộc phải rút lui, nhưng bị đánh chặn bởi Trung Quốc. Trước nguy cơ bị đánh bại, lực lượng GLA còn sót lại chiếm một căn cứ quân sự mà Hoa Kỳ dùng để sơ tán và sử dụng công nghệ Hoa Kỳ để chống lại quân đội Trung Quốc nhưng Trung Quốc vẫn thành công trong việc phá hủy căn cứ GLA và căn cứ Mỹ bị chiếm, và loại trừ hoàn toàn GLA ra khỏi tầm ảnh hưởng của họ ở châu Âu. Với việc thành lập Liên đoàn Đoàn kết Á-Âu (Eurasian Unity League) với châu Âu vừa được giải phóng, cả thế giới trông đợi vào một kỷ nguyên mới nằm dưới sự lãnh đạo của Trung Quốc.

## Nhân vật
Mỗi tướng có các đơn vị dặc biệt và sửa đổi so với các kho vũ khí tiêu chuẩn. Các tướng Mỹ là:
- Tướng Alexis Alexander: Bà có máy bay ném bom "Aurora Alpha", một nhà máy điện tăng cường (lò phản ứng có thể được nâng cấp để sản xuất năng lượng thêm 300%, tiết kiệm chi phí và không gian xây dựng), và công trình phòng thủ "EMP-enhanced Patriot", có khả năng làm bất động bất kỳ loại phương tiện và tiêu diệt máy bay ngay lập tức (tuy nhiên, giống như tất cả vũ khí sử dụng tên lửa ở Zero Hour, bộ binh vẫn gần như bất khả xâm phạm). Ngoài ra, bà xây dựng "Particle Uplink Cannon" với chi phí chỉ một nửa bình thường. Tuy nhiên, bà không thể triển khai xe tăng chiến đấu chính, và tất cả các xe của bà mắc tiền hơn. Alexander có khả năng phòng thủ tuyệt vời, nhưng gặp khó khăn nhiều hơn trong một cuộc tấn công ngày càng mạnh. Bà trở nên mạnh mẽ hơn nữa khi trò chơi đang diễn ra, bằng cách sử dụng "Particle Uplink Cannon" để chôn vùi đối thủ của mình trừ khi các siêu vũ khí bị vô hiệu hóa.
- Tướng Malcolm "Ace" Granger: Quân đội của ông chuyên về triển khai máy bay, và nâng cao khả năng của không quân. Ông đã nâng cấp F-22 Raptor thành "King Raptors" (6 tên lửa thay vì 4), cũng như trực thăng tấn công "Comanche Stealth" (sẽ hiện hình khi bắn), và tất cả các máy bay của ông được trang bị một hệ thống phòng thủ tên lửa bằng laser tự động, cải thiện đáng kể khả năng sống sót của không quân chống lại các cuộc tấn công bằng tên lửa (tuy nhiên, "MiniGunners" của Shin Fai và "Avenger" của Mỹ vẫn là khắc tinh của máy bay). Malcolm cũng có quyền truy cập vào khả năng không quân của Generals' Powers tại cấp bậc thấp hơn, chẳng hạn như AC-130 Spectre Gunship. Cuối cùng, máy bay của ông rẻ hơn so với bình thường.Ông có thêm "Combat Chinook" vừa có thể thu thập quân nhu, mà bộ binh ở bên trong cũng thể khai hoả từ bên trong. Tuy nhiên, quân đội của ông không thể sản xuất xe tăng chiến đấu chính.
- Tướng "Pinpoint" Townes: Townes chơi giống như quân đội Mỹ thông dụng hơn so với hai vị tướng khác. Ông đã chỉnh sửa "Crusader Tank" thành "Laser Tanks": được trang bị một khẩu pháo laser công suất cao vượt xa đại bác của xe tăng bình thường về hỏa lực và tốt hơn trong việc chống lại bộ binh và công trình, tuy nhiên, nó có tầm ngắn hơn. Ông có thể xây dựng các tháp pháo "Laser Patriot Defense Turrets": tức là các "Patriot Turrets" trang bị một tháp pháo Cannon Laser; thay đổi này làm cho Laser Patriot hiệu quả khi chống lại gần như tất cả mọi thứ, bao gồm cả bộ binh cũng như các tên lửa "Scud Launcher". Tuy nhiên, công trình phòng thủ hiệu quả này lại đi kèm với hai nhược điểm: laser yêu cầu nhiều năng lượng hơn khi so sánh với Patriot Turrets, và nếu năng lượng bị giảm xuống dưới mức tối thiểu, hoặc các hoạt động tiêu chuẩn của căn cứ bị giảm (công trình phòng thủ ngưng hoạt động, radar bị hư, vv), tất cả các Laser Tanks, ở bất cứ vị trí nào trên chiến trường, ngay lập tức sẽ ngưng hoạt động cho đến khi năng lượng được phục hồi. Điều này làm cho " Tướng Laser" cực kỳ dễ bị tổn thương khi bị tấn công vào nguồn cung cấp điện năng. Ông không có quyền truy cập vào "Tomahawk Launchers", làm cho lực lượng tấn công của ông ít có khả năng tấn công tầm xa hoặc chiến tranh vây hãm.

Các tướng của Trung Quốc là:
- Tướng Ta Hun Kwai: Chiến lược chung của Kwai là tập trung vào việc sử dụng rất nhiều xe thiết giáp, công nghệ xe tăng và các loại xe cao cấp. Ông không thể xây dựng đơn vị pháo binh và phải trả nhiều tiền hơn để triển khai máy bay và bộ binh. Xe tăng của ông rẻ và mạnh mẽ hơn thông thường. Chiến lược liên quan đến sự phụ thuộc vào cuộc tấn công của phương tiện hạng nặng và di chuyển quân nhanh chóng là phù hợp với lực lượng của Kwai. Tuy nhiên, thiếu đi sự hỗ trợ của các đơn vị tầm xa khiến lực lượng của Kwai dễ bị tấn công từ xa, khiến quân đội của ông không thể trả đũa một cách hiệu quả.
- Tướng Tsing Shi Tao: Quân đội của Tao được thúc đẩy mạnh mẽ bằng năng lượng hạt nhân. Công nghệ hạt nhân của ông cho phép các nhà máy điện hạt nhân của ông cung cấp nhiều năng lượng hơn so với các đơn vị khác của Trung Quốc. Ông cũng sử dụng một kho vũ khí hạt nhân thông qua hầm chứa tên lửa, pháo binh hạt nhân chiến thuật, và bom hạt nhân được trang bị cho máy bay chiến đấu MiG và máy bay trực thăng "Helix". "Overlord" và "Battlemaster Tank" của ông bắn ra đầu đạn tỏa ra bức xạ hạt nhân. Ngoài ra tốc độ chuyển động của họ là lớn hơn nhiều so với xe tăng tiêu chuẩn của Trung Quốc do dùng động cơ hạt nhân nhưng cũng làm cho chúng phát nổ dữ dội khi bị phá hủy. Do không có thay đổi đáng kể nên lực lượng của Tao chơi giống như quân Trung Quốc thông thường.
- Tướng "Anvil" Shin Fai: Chuyên về các đơn vị bộ binh, và có một lợi thế đáng kể trong chiến thuật chống lại bộ binh của tướng khác. Tất cả bộ binh của ông bắt đầu như lính 1 sao; Ông cũng có thể huấn luyện "Minigunners" 2 sao để thay thế cho "Red Guards". Vũ khí do họ mang là của máy bay với số lượng lớn. Ông thay thế "Troop crawler" bằng "Assault Troop Transport" có thể chở 8 "Mini Gunner" và có thêm 1 hệ thống phát thanh để hồi máu cho bộ binh. Tuy nhiên, ông không thể xây dựng các xe tăng chiến đấu, nhưng vẫn có thể triển khai chủ yếu là phương tiện hỗ trợ.

Các tướng của GLA là:
- Tiến sĩ Thrax: Tướng Chất độc của GLA có các đơn vị và một số công trình được đẩy mạnh với chất độc, và ông hy sinh một ít lợi thế chiến thuật của mình khi nâng cấp đầy đủ. Một điểm đáng chú ý, là các đơn vị của ông được cung cấp độc tố mạnh hơn, nâng cấp "Anthrax Gamma" (một nâng cấp vào cuối game của GLA) từ đầu trận đấu, và có thể nâng cấp lên "Anthrax Gamma" (là một vũ khí hiệu quả có thể tiêu diệt xe tăng), để cải thiện lực lượng của mình. Ông có thể đào tạo "Toxin Rebel" với vũ khí phun độc có hiệu quả khi chống xe và bộ binh hơn "Rebel" thông thường. Xe tăng của ông, bộ binh RPG và "Stinger Sites" cũng thêm chất độc vào tên lửa của họ, để có tăng thêm xác thương cho các cuộc tấn công của họ.
- Prince Kassad: Một Tướng GLA chuyên về chiến thuật tàng hình. Tất cả các công trình của ông có thể được che trong lưới ngụy trang, làm cho chúng vô hình với các đơn vị của đối phương, ông cũng nhận được khả năng "GPS Scrambler" được cải tiến, cho phép ông ngụy trang cho nhiều đơn vị hơn các GLA thông thường trong một khoảng thời gian, và ông cũng có "Steath Rebel". Ông cũng sở hữu "Hijackers" rẻ hơn từ đầu hơn, đó là luôn luôn tàng hình. Ông không thể xây dựng xe tăng chiến đấu chính, hoặc "Scud Launcher" tầm xa. Phục kích, quấy nhiễu và tiêu hao là chiến lược tối ưu cho các lực lượng của Kassad. Tuy nhiên, việc thiếu xe hạng nặng làm cho lực lượng của ông dễ bị tổn thương nhiều hơn so với GLA thông thường. Sự tàng hình của quân đội của ông gây ra sự bất lợi với đối thủ con người, nhưng AI có thể phát hiện sự hiện diện của người chơi mà không sử dụng quét bằng vệ tinh hoặc các thiết bị phát hiện tàng hình.
- Tướng Rodall "Demo" Juhziz: Một tướng GLA chuyên về thuốc nổ. Hầu hết các đơn vị và các tòa nhà của ông được cấp cho khả năng tự huỷ, khuyến khích sử dụng cho cuộc tấn công tự sát. Terrorists của ông mạnh hơn và có giá rẻ hơn, cùng "Advance Demo Trap". "Combat Cycles" của ông đi kèm với một "Terrorists" thay vì một "Rebel". Ông không có quyền truy cập với các đơn vị tàng hình hoặc vũ khí Anthrax. Ông cũng không đối mặt với người chơi trong Generals' Challenge.

Đặc biệt
- Tướng "Tigress" Leang: Tướng cuối cùng trong General Challenge. Cô đã có một đội quân lớn gồm các đơn vị và cấu trúc của tất cả các phe, bao gồm "Particle Cannon", "Nuclear Missile", and "Scud Storm". Cô không phải là một vị tướng có thể chơi. Tuy nhiên, cô có thể được mở khóa như là một vị tướng chơi được với một số sửa đổi.

Ngoài ra còn có:
- Tướng Ironside: chỉ huy của tất các lực lượng Mỹ.
- Tướng Mohmar "Deathstrike": chỉ huy của tất của các lực lượng GLA, ông không bao giờ chiến đấu, nhưng xuất hiện trong nhiệm vụ đầu tiên của chiến dịch GLA như là một mục tiêu bạn phải bảo vệ.

Anh hùng
- Đại tá Burton: Anh hùng của quân đội Mỹ, ông có khả năng tiêu diệt các đơn vị bộ binh đối phương với một con dao, và đặt bom C4 hẹn giờ hoặc kích nổ từ xa. Ông được trang bị một súng máy hạng nặng, mặc dù cuốn sách hướng dẫn gọi nó là "súng trường bắn tỉa". Ông luôn luôn tàng hình, trừ khi bắn và dặt chất nổ, và có thể leo lên vách đá.
- Black Lotus: Nữ anh hùng của quân đội Trung Quốc, có khả năng tê liệt xe đối phương bằng cách sử dụng khả năng hack, đồng thời chiếm hữu các công trình của đối phương hoặc trung lập, và ăn cắp tiền từ nguồn cung cấp của đối phương. Cô không có khả năng tấn công và khi không sử dụng khả năng thì luôn luôn tàng hình.
- Jarmen Kell: Anh hùng của GLA, là một lính bắn tỉa, giống như Pathfinder của Mỹ, nhưng vẫn tàng hình ngay cả khi di chuyển. Khả năng đặc biệt của ông là bắn chết lái xe của các phương tiện của đối phương, để cho bộ binh có thể chiếm lấy. Tuy nhiên, khi người chơi chọn tướng Rodall "Demo" Juhziz, Kell bổ sung khả năng đặt bom C4 hẹn giờ hoặc kích nổ từ xa, giống như Đại tá Burton, và có thể đánh bom tự sát, giống như tất cả các đơn vị và công trình của Rodall "Demo" Juhziz sau khi nâng cấp khả năng tự tử.

## Các bản mod
Các fan của Zero Hour đã chỉnh sửa một phần hoặc toàn bộ các đơn vị, bản đồ, nhiệm vụ trong game, bao gồm các bản mod như Blitzkrieg II, Contra, ShockWave, Cold War Crisis, Destructive Forces, Project Raptor, Remix, Command and Conquer All Stars, Command and Conquer Rise of the Reds, Red Alert 3 (bản sao tất cả các nhân vật trong Red Alert 2 và Yuri's Revenge), và Vietnam Glory Obscured với nhiều bản mod thêm vào trò chơi các đơn vị quân sự có thực. Bản mod Naval Wars cho phép điều khiển các đơn vị hải quân được tạo ra trong Zero Hour ("Amphibious Transports", "Patrol Boats", và "Battleships").
Một lưu ý là một bản sửa đổi có tên là "All Stars" đã kết hợp tất cả các vũ trụ của dòng game Command & Conquer với nhau, cùng với tất cả các phe phái của từng phân nhánh (không bao gồm Scrin và Empire of Rising Sun). Bản sửa đổi này của nhóm phát triển Command and Conquer Labs được xếp thứ 12 trên danh sách "15 bản mods làm thay đổi game PC" của Gamingbolt, và là bản mod duy nhất của dòng game Command & Conquer nhận được vinh dự này.
Cuối năm 2009, một kịch bản mod nhỏ nhưng rất hiệu quả cho AI được khôi phục bởi người dùng trên trang web của cộng đồng fan Generals World. Bản mod này được để lại vào năm 2005 bởi tác giả của nó là người dùng "Lion", người gần đây đã nghỉ hưu trên các trang web cộng đồng RADEN và CNCDEN. Những người sử dụng cập nhật bản mod với việc sửa lỗi lỗi cố định, tối ưu hóa đặc điểm, tính năng mới, và nhiều hơn nữa, làm cho kinh nghiệm của AI và gameplay tốt hơn nhiều. Bản mod nhận được một số thông tin cập nhật, với cập nhật mới nhất vào 20 tháng 4 năm 2010.

## Chơi online
Command & Conquer: Generals - Zero Hour bao gồm chơi trực tuyến thông qua GameSpy trên Windows, hoặc GameRanger trên máy Mac. Hai dịch vụ này không tương thích với nhau. Đối với người chơi cũ đầu tiên phải tạo một tài khoản GameSpy miễn phí trong trò chơi. Ở trang chính, người chơi có thể lựa một số lựa chọn, bao gồm cả trận Quick Math, nơi mà người chơi có thể một mình đấu với người chơi khác và Custom Game, nơi mà người chơi có thể tạo trò chơi của riêng họ với các cài đặt mà họ muốn, và chờ cho người chơi khác tham gia cùng. Cuối cùng, mặc dù cũng miễn phí, có nhiều hơn một quá trình hướng dẫn sử dụng, và đòi hỏi người chơi phải bắt đầu trò chơi mà không có một máy chủ trung tâm hoạt động để thống kê hồ sơ.
Tuỳ chỉnh của trò chơi có thể có đến tám người chơi trong chế độ chơi trực tuyến. Hiệu suất của trò chơi có thể bị giảm sút với số lượng lớn người chơi, tuy nhiên, do việc tính toán, bộ nhớ, và nhu cầu giao tiếp của trò chơi lớn hơn. Có một điều lưu ý rằng Zero Hour có công cụ hiệu quả hơn Generals gốc, do đó, trò chơi chạy trơn tru hơn hơn so với Generals. Lag và không kết nối được, tuy nhiên, vẫn còn một vấn đề trực tuyến, như là không phù hợp khi chơi qua ADSL và cáp internet.
Để thực hiện tốt hơn trong các trận đấu trực tuyến và qua mạng LAN, người chơi được đề nghị giảm bớt các thiết lập chất lượng đồ họa của họ. Điều này làm giảm đi hiện tượng lag.